# Jean-Antoine Cubisole

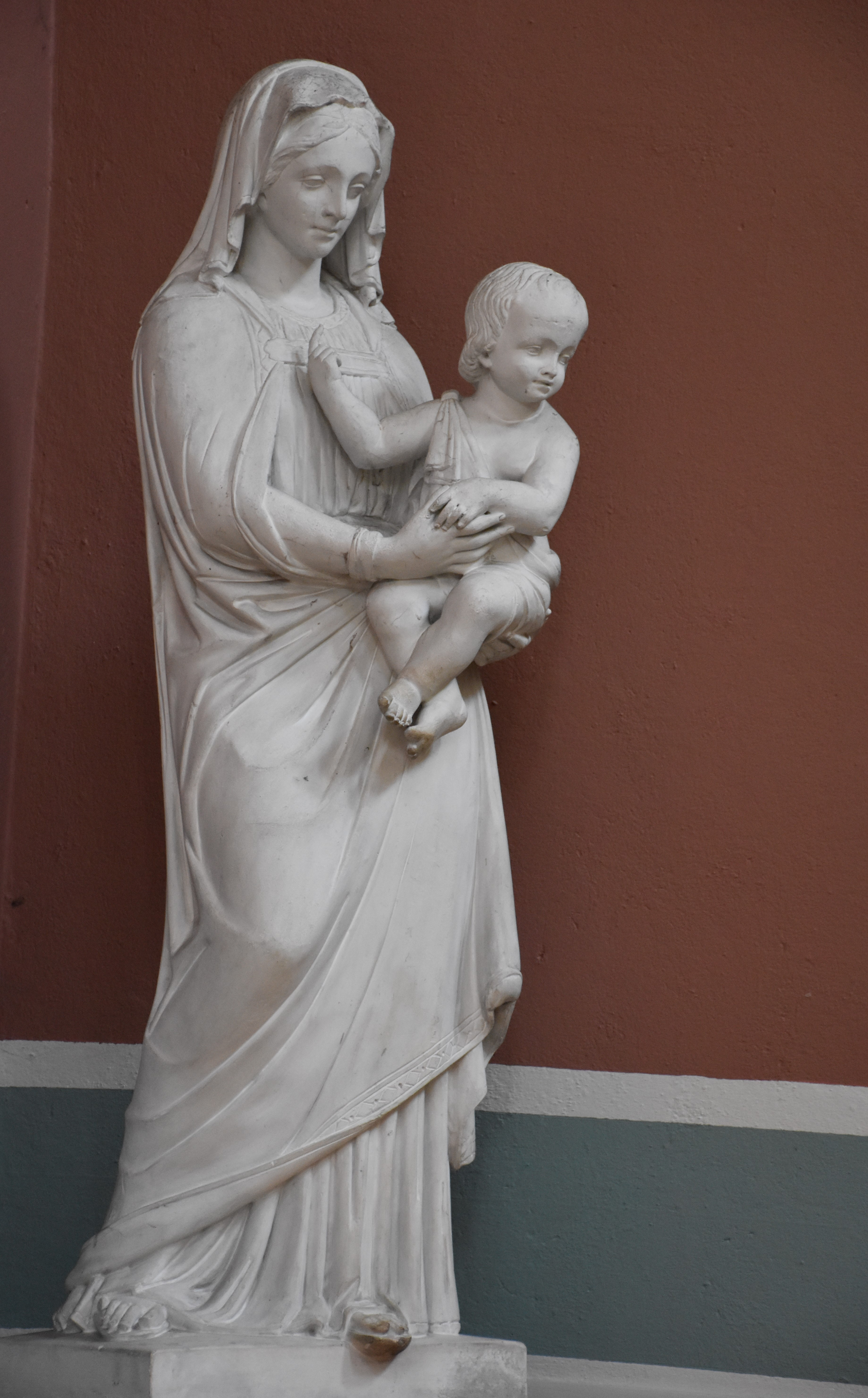
Vierge à l’Enfant (1854), Église Saint-Augustin de Lyon

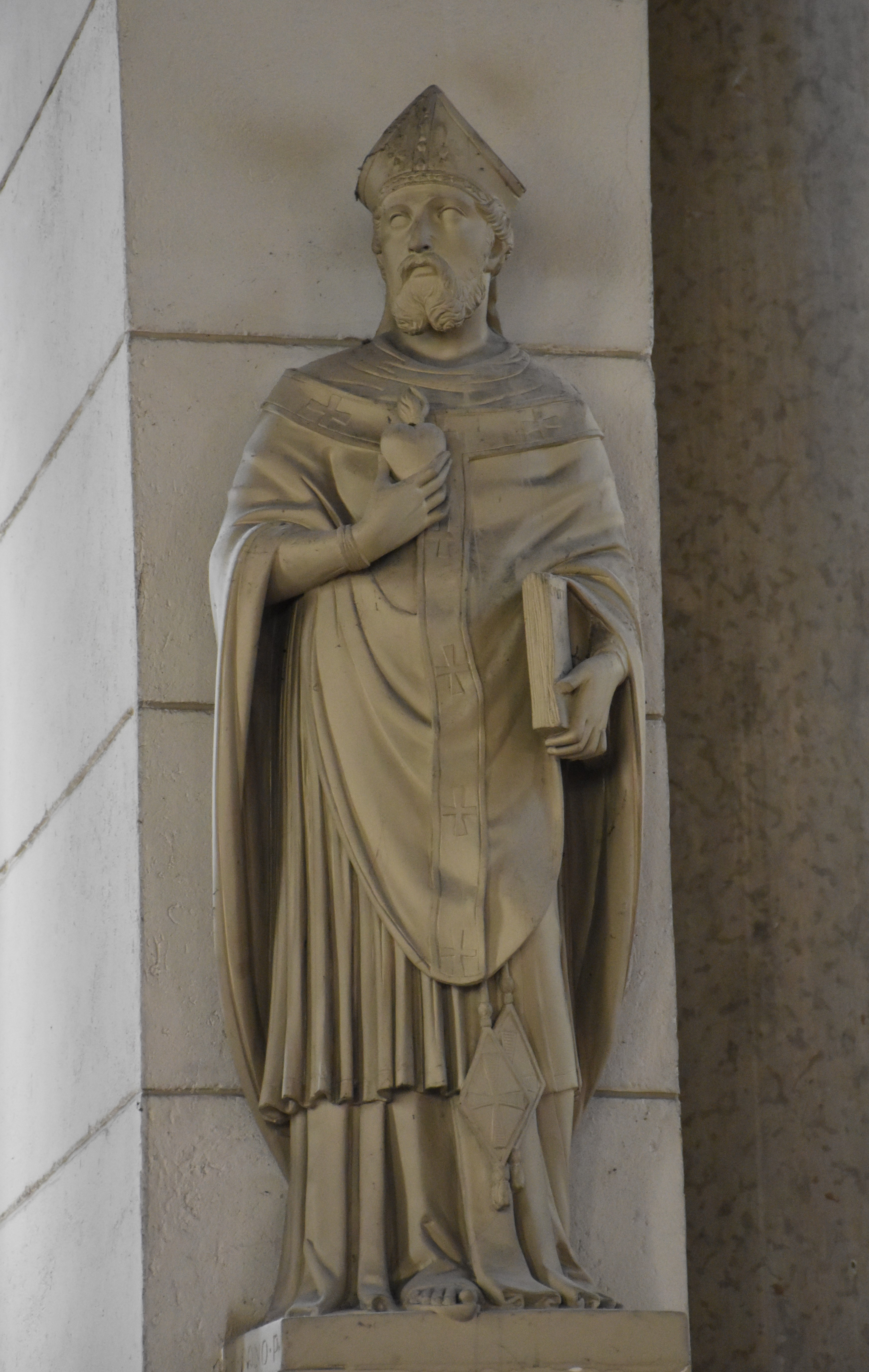
Saint Augustin (1855), Église Saint-Augustin de Lyon

Jean-Antoine Cubisole est un sculpteur français né à Monistrol le 8 avril 1811 et mort le 12 septembre 1877 au Puy-en-Velay.

## Biographie
Jean-Antoine Cubisole est né à Montaure, commune de Monistrol d'Allier (Haute-Loire) le 8 avril 1811,. Il fut élève de Léopold de Ruolz et de l'École des Beaux-Arts de Lyon, puis se rendit à Rome avec une pension du Conseil général de la Haute-Loire. Il resta plusieurs années en Italie, où il se trouvait encore en 1848, et revint ensuite à Lyon. Il exécuta dans cette ville différentes œuvres, exposa au Salon de Paris, en 1832 et en 1853, et prit part à l'Exposition universelle de 1867. Le musée Crozatier possède quelques-unes de ses œuvres et lui a consacré une exposition en 1979,. Il est mort 12 septembre 1877 au Puy-en-Velay.